# Shiyan, Chongqing
Shiyan (kinesiska: 石堰) är en köping i sydvästra Kina. Den ligger i stadsdistriktet Changshou i storstadsområdet Chongqing, omkring 82 kilometer nordost om det centrala stadsdistriktet Yuzhong. Antalet invånare är 48 193. Befolkningen består av 23 877 kvinnor och 24 316 män. Barn under 15 år utgör 18,0 %, vuxna 15-64 år 67 %, och äldre över 65 år 14,0 %.